# Toijärvi
Toijärvi är en sjö i kommunen S:t Michel i landskapet Södra Savolax i Finland. Arean är 42 hektar och strandlinjen är 3,72 kilometer lång. Sjön  ingår i Vuoksens huvudavrinningsområde.   Den ligger omkring 39 kilometer söder om S:t Michel och omkring 180 kilometer nordöst om Helsingfors. 